# 梅爾羅斯 (阿肯色州)
梅爾羅斯（英語：Melrose）是位於美國阿肯色州斯通縣的一個非建制地區。該地的面積和人口皆未知。

## 地理
梅爾羅斯的座標為35°44′37″N 91°50′58″W / 35.74361°N 91.84944°W，而該地的平均海拔高度為94米（即308英尺）。